# 曹骏
曹骏（英語：Neil，1988年2月9日—），童星出身的中国内地男演员，出生于上海市，毕业于上海视觉艺术学院。
1996年，8岁的曹骏因武术特长被选中出演新加坡与中国合拍剧《真命小和尚》，凭借“开心”一角崭露头角，次年更以9岁之龄斩获第二届亚洲电视节最佳新人奖，成为亚洲最年轻的获奖者。童星时期，他主演了《莲花童子哪吒》（1999）、《九岁县太爷》（2001）等经典作品，尤其在2005年主演的央视神话剧《宝莲灯》中饰演“沉香”，创下最高9.1%的收视纪录，成为一代人的“童年男神”。
2005年后，他选择暂别演艺圈专注学业，考入上海视觉艺术学院表演系，但复出后因市场环境变化，从主角转为配角，参演《林海雪原》（2015）等剧，经历转型低谷。2018年起，他通过综艺《我就是演员》和《演员请就位2》重获关注，凭借扎实演技被赞为“内娱良心”。近年他凭借乡村振兴题材剧《在希望的田野上《（2021）中的驻村队长张楠及古装剧《无忧渡》（2025）中的子空等角色完成转型，以成熟演技和武术功底再度回归大众视野。

## 职业生涯

### 童星时期（1996-2005）
- 1996年：与陈天文、林益盛合作主演古装动作喜剧《真命小和尚》，在剧中饰演小和尚“开心”，从而正式进入演艺圈[3]。
- 1997年：获得“第二届亚洲电视节”最佳新人奖[4]；同年，与陈天文、向云、黄德刚合作主演古装武侠剧《真命小和尚之十二铜人》。
- 1998年：推出首张个人音乐专辑《星愿》，收录了包括《青春舞曲》、《彩虹妹妹》等在内的15首歌曲；6月，获得“上海市好孩子杯武功比赛”拳术第三名。
- 1999年：出演古装神话剧《莲花童子哪吒》，饰演仙童灵珠子投胎转世的哪吒[5]；同年，出演由任泉、李冰冰、李宗翰主演的古装剧《一腳定江山》，在剧中饰演少年时期的岳飞。
- 2000年：与吴奇隆、郝劭文、刘孜合作主演古装武侠剧《侠女闯天关》，在剧中饰演小龙。
- 2001年：与释小龙、曹颖、吴孟达合作主演古装轻喜剧《九歲縣太爺》，在剧中饰演乾隆皇帝与民女陈青莲的私生子陈文杰[6]；同年，出演李惠民执导的古装剧《宰相小甘罗》，在剧中饰演生性机灵且充满谋略的男主角甘罗[7]；同年，主演古装喜剧《济公传奇》，在剧中饰演聪明可爱且爱扮济公的光头仔[8]。
- 2002年：参加湖南卫视综艺节目《快乐大本营》的录制。
- 2004年：与舒畅、焦恩俊合作主演古装神话剧《宝莲灯》，在剧中饰演三圣母与刘彦昌的儿子沉香[9]；同年，出演郭大群执导的古装贺岁剧《鸡祥如意》，在剧中饰演男主角三郎[10]。

### 学业暂停与转型期（2005-2017）
- 2007年：出演余明生执导的古装神话剧《宝莲灯前传》，在剧中饰演二郎神杨戬的外甥沉香[11]。
- 2009年：受邀参加CCTV-6访谈类节目《流金岁月之功夫童星》的录制；同年，主演青春励志电影《我要飞翔》，在片中饰演男主角李刚；之后，与孙颖歆、谢苗合作主演古装武侠剧《少林寺传奇之大漠英豪》，在剧中饰演五师兄智传。
- 2010年：出演国建勇执导的魔幻神话剧《游戏之王》，饰演痴迷于游戏的西门迪[6]。
- 2012年：出演朱翊执导的刑侦悬疑剧《步步杀机》，在剧中饰演陈钦的儿子陈文南[6]。
- 2013年：与舒畅、李滨、刘希媛合作主演魔幻喜剧《魔幻手机2傻妞归来》，在剧中饰演男主角陆小千的养子陆冬雨[12]；同年，出演刘新执导的抗战剧《怒放》，在剧中饰演性格憨厚的警卫员虎子[13]。
- 2014年：参加CCTV-3歌唱节目《五一七天乐》的录制[14]；同年，出演王明军、崔俊杰执导的古装武侠剧《唐朝少年》，在剧中饰演顽皮捣蛋但却为人仗义的铁哥[15]；同年6月，参加CCTV-3曲艺杂技类节目《我爱满堂彩》的录制[16]。
- 2015年：与周璞、王笛、赵峥合作主演抗战剧《民兵康宝》，在剧中饰演特别重兄弟义气的木材铺少东家康蛋儿；同年，出演年代悬疑剧《秘密的背后》，在剧中饰演申岚的随从阿骏[17]；11月，与李光洁、张睿、倪大红合作主演年代传奇剧《林海雪原》，在剧中饰演剿匪小分队队员栾超家（猴蹬）[18]。
- 2016年：参演的抗战剧《荡寇》，在剧中饰演公孙宇[19]；同年，与李春嫒、矢野浩二、黄嘉鑫合作主演侦探悬疑剧《龙探》，在剧中饰演从古代穿越到现代的西楚霸王项羽（龙探）。
- 2017年：与白客、蓝盈莹、王玉雯联合主演青春校园电影《遇见你真好》，在片中饰演被闪电劈过却大难不死的阿虎[20]。

### 近年发展（2018-至今）
- 2018年：获得FEIA颁奖盛典年度风尚期待男演员奖[21]；10月，参加浙江卫视演技竞演类励志综艺《我就是演员》[22]。
- 2019年：主演历史电视连续剧《民为天之丁宝桢》，饰演谋略过人的陈云飞[23]。
- 2020年：加盟腾讯视频导演选角真人秀《演员请就位2》。6月，参演的当代都市剧 《湾区儿女》播出，在剧中饰演麦家老幺麦斯华[24]；9月，入选“星辰大海青年演员优选计划”候选人[25]；11月，青春都市偶像剧《我们的逆青春》播出，在剧中饰演男主余一峰[26]。
- 2021年：参演建党百年献礼剧《[[理想照耀中国》[27]；5月25日，参演的重大革命历史题材剧《光荣与梦想》在北京卫视、东方卫视及腾讯视频、爱奇艺、优酷同步播出[28]；6月11日，参演电影《1921》[29]；9月15日，与安悦溪联袂主演的当代农村剧《在希望的田野上》在腾讯视频播出[6]。
- 2022年：5月，主演的电影《长安·长安》在西安举行开机仪式[30]；6月，参演电视剧《无忧渡》[6]；9月9，参演由尔冬升执导的电影《海的尽头是草原》上映，在片中扮演乡村教师[31]；9月19日，参演由刘国彤执导的电视剧《底线》播出[32]；10月7日，参演的电影《理工男》在武汉光谷开机。11月13日，参加诗画中国第七期；12月29日，参加《2022-2023年非正式跨年派对》。
- 2023年：1月20日，参加《喜气洋洋合家欢—2023东西南北贺新春》；10月15日，参演的电视剧《珠江人家》在CCTV-1播出，在剧中饰演金慧荣；10月26日，主演的电视剧《丁宝桢》在CCTV-8播出。
- 2024年：6月1日，参加《2024年中央广播电视总台六一晚会》，与颜嘉表演创意武术《少年侠客行》；8月3日，加盟的《2024斯诺克时尚之夜》开场；8月27日，参演的电视剧《春风化雨》播出。11月27日，主演的电视剧《我是刑警》播出。12月7日，参演电影《孤星计划》上映[33]。
- 2025年：4月12日，参演的电视剧《无忧渡》开播。

## 影视作品

### 电视剧／网络剧
| 首播年份 | 剧名                     | 角色           | 备注                       |
| -------- | ------------------------ | -------------- | -------------------------- |
| 1996     | 《真命小和尚》           | 开心           |                            |
| 1997     | 《真命小和尚之十二铜人》 | 开心           |                            |
| 1997     | 《天要下雨娘要嫁》       | 杜文           |                            |
| 1998     | 《拭血问剑》             | 童年金哥       |                            |
| 1999     | 《莲花童子哪吒》         | 哪吒；灵珠子   |                            |
| 1999     | 《爱情汉堡包》           | 邦邦           |                            |
| 1999     | 《一脚定江山》           | 少年岳飞       |                            |
| 2000     | 《侠女闯天关》           | 小龙           |                            |
| 2000     | 《乱世奇侠之骗侠》       | 小辫子         |                            |
| 2000     | 《二分之一谋杀案》       | 乔自豪         |                            |
| 2001     | 《田教授家的28个房客》   | 刘裴济         |                            |
| 2001     | 《宰相小甘罗》           | 甘罗           |                            |
| 2001     | 《济公传奇》             | 吴正           |                            |
| 2002     | 《九岁县太爷》           | 陈文杰         |                            |
| 2004     | 《鸡祥如意》             | 三郎           |                            |
| 2005     | 《宝莲灯》               | 刘沉香         |                            |
| 2009     | 《宝莲灯前传》           | 刘沉香         |                            |
| 2011     | 《少林寺传奇3》          | 五师兄         |                            |
| 2012     | 《步步杀机》             | 陈文南         |                            |
| 2014     | 《魔幻手机2傻妞归来》    | 陆冬雨         |                            |
| 2014     | 《隋唐英雄4》            | 杨妃之子       |                            |
| 2014     | 《怒放》                 | 虎子           |                            |
| 2015     | 《民兵康宝》             | 康蛋儿         |                            |
| 2016     | 《秘密的背后》           | 阿骏           |                            |
| 2016     | 《荡寇》                 | 公孙宇         |                            |
| 2017     | 《林海雪原》             | 栾朝家（猴蹬） |                            |
| 2018     | 《龙探》                 | 龙探           | 網絡劇                     |
| 2018     | 《神风刀》               | 铁哥           | 2014年拍攝                 |
| 2020     | 《湾区儿女》             | 麦斯华         |                            |
| 2020     | 《冲出虚拟世界》         | 西门迪         | 2010年拍攝                 |
| 2020     | 《狼殿下》               | 少猎人         |                            |
| 2020     | 《我们的逆青春》)        | 一锋           | 網絡劇                     |
| 2021     | 《上阳赋》               | 庞癸           |                            |
| 2021     | 《理想照耀中国》         | 吴登云（青年） |                            |
| 2021     | 《光荣与梦想》           | 胡宗南（青年） |                            |
| 2021     | 《在希望的田野上》       | 张楠           | 網絡劇                     |
| 2022     | 《底線》                 | 陶大明         |                            |
| 2023     | 《珠江人家》             | 金慧荣         |                            |
| 2023     | 《丁宝桢》               | 陈云飞         |                            |
| 2024     | 《春风化雨》             | 张楠           |                            |
| 2024     | 《我是刑警》             | 曹阳           |                            |
| 2025     | 《无忧渡》               | 子空           | 网络剧                     |
| 2025     | 《凡人修仙传》           | 宋蒙           | 网络剧                     |
| 未播     | 《乱世风雨情》           | 黄少元         | 原名：《头牌》，2013年拍攝 |
| 待播     | 《山河枕》               | 楚临阳         |                            |
| 待播     | 《玉茗茶骨》             | 薛树玉         | 网络剧                     |

### 电影／电视电影
| 年份 | 播出时间   | 剧名                    | 角色   |
| ---- | ---------- | ----------------------- | ------ |
| 2009 | 2009-10-13 | 《我要飞翔》            | 李刚   |
| 2012 | 2012       | 《血红的蝴蝶》          | 铭殷   |
| 2013 | 2013-07-03 | 《成成烽火之绝杀》      | 李兴国 |
| 2013 | 2013-04-11 | 《火线追凶2之押解惊魂》 | 刘小三 |
| 2016 | 2016-12-25 | 《醉侠苏乞儿》          | 苏乞儿 |
| 2018 | 2018-03-29 | 《遇见你真好》          | 阿虎   |
| 2019 | 2019-08-08 | 《红星照耀中国》        |        |
| 2020 | 2020-04-13 | 《幸福的滋味》          | 孟海   |
| 2021 | 2021-06-11 | 《1921》                | 张学   |
| 2022 | 2022-07-05 | 《红光》                |        |
| 2022 | 2022-09-09 | 《海的尽头是草原》      | 李德夫 |
| 2024 | 2024-12-07 | 《孤星计划》            |        |

## 获奖记录

### 荣誉称号
- 2019：第十六届中国慈善榜年度慈善明星[34]

### 影视奖项
- 2018：FEIA颁奖盛典年度风尚期待男演员奖[6]
- 1997：第二届亚洲电视节”最佳新人奖[4]